# 小行星10176
小行星10176（10176 Gaiavettori）是一颗绕太阳运转的小行星，为主小行星带小行星。该小行星于1996年2月14日发现。

## 轨道参数
小行星10176的轨道半长轴为2.2174415 UA，离心率为0.207。